# Березова Роща (Красноуфімський міський округ)
Бере́зова Ро́ща (рос. Берёзовая Роща) — селище у складі Красноуфімського міського округу (Натальїнськ) Свердловської області.
Населення — 488 осіб (2010, 582 у 2002).
Національний склад станом на 2002 рік: росіяни — 89 %.